# Club Atlético Boca Juniors 1918
Questa voce raccoglie le informazioni riguardanti il Boca Juniors nelle competizioni della stagione 1918.

## Stagione
Il 30 dicembre 1917 si tengono le nuove elezioni presidenziali della institución. E a sorpresa Emilio Meincke non riesce a farsi rieleggere, consentendo a Santiago Sana di tornare in carica. Sana è il presidente che, del biennio 1914 e 1915, è stato promotore del momentaneo spostamento dello stadio del Boca Juniors nel quartiere periferico di Wilde. Una scelta da cui la presidenza di Meincke aveva subito fatto marcia indietro, ritornando al quartiere originario di La Boca.
Il nuovo presidente, comunque, continua sulla strada già intrapresa dal suo predecessore, ovvero il rafforzamento della squadra per sfidare il Racing Club e strappargli lo scettro di squadra regina dell'Argentina. A questo scopo vengono ingaggiati, tra gli altri, il centrocampista Alfredo López (che diventerà capitano del Boca Juniors e poi, nel 1947, verrà eletto presidente della stessa squadra) e il puntero Alfredo Martín. Entrambi, grazie alle loro prestazioni con la maglia degli Xeneizes, riusciranno ad essere addirittura convocati dalla nazionale argentina, insieme al loro compagno di squadra Pedro Calomino. In porta, il giovane Tesoriere assume ormai il ruolo di portiere titolare, mentre in difesa Pieralini, Capelletti, Aquila e Anglese sono ormai pienamente affidabili.
Ma il proposito di scalzare dal "trono" il Racing Club non viene raggiunto. Il Boca Juniors chiude il campionato al terzo posto in classifica, dietro al Racing (che ottiene da imbattuto il 6º campionato consecutivo) e ai rivali del River Plate. Del resto, due pedine importanti del Boca vengono meno durante la stagione. L'attaccante Enrique Bertolini, delantero importante nelle precedenti annate per gli Xeneizes, si infortuna gravemente alla 3ª giornata contro l'Estudiantil Porteño (la commozione per la gravità dell'infortunio è talmente grande che i due capitani chiedono ed ottengono dall'arbitro la sospensione della partita all'82º minuto, rigiocando il match ad ottobre). E un'altra tegola si abbatte sul Boca quando il difensore Victorio Capelletti (noto per la sua aggressività in campo), dopo essere stato espulso durante la sconfitta contro l'Independiente del 21 luglio 1918 (valevole per la 12ª giornata), aggredisce l'arbitro Clemente e la AFA gli commina una squalifica durissima di due anni. Insomma: due pedine importanti vengono meno alla squadra. Il 18 settembre 1918, comunque, il Boca Juniors si toglie la soddisfazione di battere per la prima volta in una gara ufficiale il River Plate: è il primo Superclásico vinto dagli Xeneizes, in una rivalità che continua ancora oggi.
I tornei ad eliminazione diretta nazionali sono ancora fonte di grandi delusioni per il Boca Juniors, che esce dalla Copa Competencia agli ottavi di finali proprio per mano del River Plate, mentre la Copa de Honor finisce per gli Xeneizes ai quarti di finale contro l′Independiente.

### Superclásico
In questa stagione il Boca Juniors ha affrontato il River Plate 2 volte.
| N° | Data | Competizione                        | Locali       | Risultato | Ospiti       |
| -- | --- | ----------------------------------- | ------------ | --------- | ------------ |
| 8° | 30 ottobre 1918 | Copa Competencia - Ottavi di finale | Boca Juniors | 0 - 1     | River Plate  |
| 9° | 18 settembre 1918 | Copa Campeonato - 16ª giornata      | River Plate  | 0 - 1     | Boca Juniors |
| 9° | Nota - È il primo Superclásico vinto dal Boca Juniors in una gara ufficiale. Già il 2 agosto 1908 il Boca era riuscito a battere il River Plate, ma si trattava di un incontro amichevole. |                                     |              |           |              |

## Maglie e sponsor
| 1ª divisa | 2ª divisa |

## Rosa
| N. |                      | Ruolo | Calciatore          |
| -- | -------------------- | ----- | ------------------- |
| -- | Argentina (bandiera) | P     | Américo Tesoriere   |
| -- | Argentina (bandiera) | D     | Juan Anglese        |
| -- | Argentina (bandiera) | D     | Alfredo Aquila      |
| -- | Argentina (bandiera) | D     | Victorio Capelletti |
| -- | Argentina (bandiera) | D     | Agustín Lanata      |
| -- | Argentina (bandiera) | D     | Juan Mainardi       |
| -- | Argentina (bandiera) | D/C   | Máximo Pieralini    |
| -- | Argentina (bandiera) | C     | Dionisio Becaas     |
| -- | Argentina (bandiera) | C     | Mario Busso         |
| -- | Argentina (bandiera) | C     | Alfredo Elli        |
| -- | Argentina (bandiera) | C     | Alfredo López       |
| -- | Argentina (bandiera) | C     | Juan Morello        |
| -- | Argentina (bandiera) | A     | Adolfo Bertolini    |

| N. |                      | Ruolo | Calciatore        |
| -- | -------------------- | ----- | ----------------- |
| -- | Argentina (bandiera) | A     | Enrique Bertolini |
| -- | Argentina (bandiera) | A     | Enrique Brichetto |
| -- | Argentina (bandiera) | A     | Mateo Brown       |
| -- | Argentina (bandiera) | A     | Pablo Bozzo       |
| -- | Argentina (bandiera) | A     | Pedro Calomino    |
| -- | Argentina (bandiera) | A     | Romeo Corvetto    |
| -- | Argentina (bandiera) | A     | Alfredo Garasini  |
| -- | Argentina (bandiera) | A     | Alfredo Martín    |
| -- | Argentina (bandiera) | A     | Silvio Peragallo  |
| -- | Argentina (bandiera) | A     | Luis Ruggiero     |
| -- | Argentina (bandiera) | A     | Antonio Sánchez   |
| -- | Argentina (bandiera) | A     | Alfredo Taggino   |
| -- | Argentina (bandiera) | A     | Pablo Valenzano   |

## Calciomercato

### Operazioni esterne alle sessioni
| C | Mario Busso      |
| C | Alfredo López    |
| C | Juan Morello     |
| A | Adolfo Bertolini |
| A | Mateo Brown      |
| A | Pablo Bozzo      |
| A | Alfredo Martín   |
| A | Silvio Peragallo |
| A | Luis Ruggiero    |
| A | Antonio Sánchez  |
| A | Alfredo Taggino  |

| P | Nicolás Fabiani     |
| D | Victorio Pagliarini |
| D | Florencio Sarasíbar |
| C | Carlos Capellini    |
| C | Carlos Rosato       |
| C | Víctor Fiorentino   |
| A | Lázaro Amores       |
| A | Enrique Colla       |

## Risultati

### Copa Campeonato
| Arbitro: | Guassoni |

|                                                                      |           |                           |
| Martín 15’ Brichetto 23’ Valenzano 38’ Martín 44’ Voglino 59’ (aut.) | Marcatori | 84’ Olazar 88’ Montenegro |

| Arbitro: | Vinnet |

|                     |           |               |
| Calomino 63’ (rig.) | Marcatori | 55’ Izaguirre |

| Buenos Aires 21 aprile 1918 3ª giornata | Estudiantil Porteño | 0 – 0 referto | Boca Juniors | Stadio dell'Estudiantil Porteño\| Arbitro: \| Rolón \| |
| Arbitro:                                | Rolón               |               |              |                                                        |

| Arbitro: | Palma |

|                      |           |                                |
| Pérez 65’ Medina 80’ | Marcatori | 23’ Brichetto · 85’ Capelletti |

| Arbitro: | Gardi |

|                  |           |                                                                  |
| Brown 61’ (rig.) | Marcatori | 32’ Calomino 39’ Brichetto 63’ Calomino 87’ Martín 89’ Valenzano |

| Arbitro: | Guzmán |

|                                             |           |  |
| Calomino 24’ Calomino 71’ (rig.) Martín 85’ | Marcatori |  |

| Arbitro: | Gardi |

|  |           |           |
|  | Marcatori | 2’ Martín |

| Arbitro: | Guzmán |

|               |           |              |
| Giulidori 40’ | Marcatori | 66’ Calomino |

| Arbitro: | Guzmán |

|                                               |           |  |
| Brichetto 4’ Garasini 18’ Calomino 85’ (rig.) | Marcatori |  |

| Arbitro: | Barbera |

|            |           |              |
| Rosado 52’ | Marcatori | 71’ Garasini |

| Arbitro: | Guassoni |

|             |           |              |
| Márquez 33’ | Marcatori | 5’ Brichetto |

| Arbitro: | Clemente |

|                               |           |                                       |
| Garasini 12’ · Capelletti 81’ | Marcatori | 4’ Sande 19’ (rig.) Ferro 25’ Ronzoni |

| Arbitro: | Barbera |

|                           |           |  |
| Calomino 9’ Brichetto 36’ | Marcatori |  |

| Arbitro: | Guassoni |

|                                                      |           |              |
| Perinetti 27’ Zabaleta 34’ Perinetti 52’ Vivaldo 82’ | Marcatori | 68’ Garasini |

| Arbitro: | Barbera |

|                                      |           |  |
| López 10’ Garasini 43’ Valenzano 47’ | Marcatori |  |

| Arbitro: | Cook |

|  |           |               |
|  | Marcatori | 52’ Brichetto |

| Arbitro: | Gardi |

|            |           |            |
| Costas 65’ | Marcatori | 35’ Martín |

| Arbitro: | Guzmán |

|                         |           |                                       |
| Martín 80’ Garasini 82’ | Marcatori | 12’ Caldera 25’ Curell 40’ Salvarredy |

| Arbitro: | Lambrechts |

|                                                                            |           |             |
| Garasini 6’ Martín 12’ Brichetto 15’ Martín 25’ Calomino 60’ Valenzano 64’ | Marcatori | 68’ Iriarte |

### Copa de Competencia Jockey Club

#### Prima fase
| Arbitro: | Spinola |

|              |           |  |
| Garasini 15’ | Marcatori |  |

Con la vittoria contro il Club General Belgrano, il Boca Juniors si è qualificato agli ottavi di finale della Copa Competencia.

#### Seconda fase
| Arbitro: | Gardi |

|                                    |           |  |
| Corvetto 38’ Martín 53’ Martín 58’ | Marcatori |  |

Con la vittoria per 3-0 sul Racing, il Boca Juniors si è qualificato agli ottavi di finale della Copa Competencia.

#### Ottavi di finale
| Arbitro: | Barbera |

|  |           |            |
|  | Marcatori | 17’ Laiolo |

Con la sconfitta per 1-0 contro il River Plate, il Boca Juniors è stato eliminato dalla Copa Competencia.

### Prima fase
| Arbitro: | Barbera |

|  |           |                            |
|  | Marcatori | 4’ Brichetto 29’ Brichetto |

Con la vittoria sull'Huracán per 2-0, il Boca Juniors si è qualificato agli ottavi di finale di Copa de Honor.

#### Ottavi di finale
| Arbitro: | Gardi |

|          |           |                         |
| Luna 39’ | Marcatori | 17’ Martín 75’ Garasini |

Con la vittoria contro il Defensores de Belgrano per 2-1, il Boca Juniors si è qualificato ai quarti di finale della Copa de Honor.

#### Quarti di finale
| Arbitro: | Langenheim |

|                  |           |                       |
| A. Bertolini 20’ | Marcatori | 30’ Galeano 105’ Soro |

Con la sconfitta ai supplementari del Boca Juniors contro l'Independiente, gli Xeneizes sono stati eliminati dalla Copa de Honor.

## Statistiche

### Statistiche di squadra
| Competizione     | In casa | In casa | In casa | In casa | In casa | In casa | In trasferta | In trasferta | In trasferta | In trasferta | In trasferta | In trasferta | Totale | Totale | Totale | Totale | Totale | Totale | DR  |
| Competizione     | G       | V       | N       | P       | Gf      | Gs      | G            | V            | N            | P            | Gf           | Gs           | G      | V      | N      | P      | Gf     | Gs     | DR  |
| ---------------- | ------- | ------- | ------- | ------- | ------- | ------- | ------------ | ------------ | ------------ | ------------ | ------------ | ------------ | ------ | ------ | ------ | ------ | ------ | ------ | --- |
| Copa Campeonato  | 10      | 6       | 2       | 2       | 27      | 11      | 10           | 3            | 5            | 2            | 12           | 10           | 20     | 9      | 7      | 4      | 39     | 21     |     |
| Copa Competencia | 3       | 2       | 0       | 1       | 4       | 1       | 0            | 0            | 0            | 0            | 0            | 0            | 3      | 2      | 0      | 1      | 4      | 1      |     |
| Copa de Honor    | 1       | 0       | 0       | 1       | 1       | 2       | 2            | 2            | 0            | 0            | 4            | 1            | 3      | 2      | 0      | 1      | 5      | 3      |     |
| Totale           | 14      | 8       | 2       | 4       | 32      | 14      | 12           | 5            | 5            | 2            | 16           | 11           | 26     | 13     | 7      | 6      | 46     | 25     | +23 |

### Statistiche individuali
| Giocatore     | Copa Campeonato | Copa Campeonato | Copa Campeonato | Copa Campeonato | Copa Competencia | Copa Competencia | Copa Competencia | Copa Competencia | Copa de Honor | Copa de Honor | Copa de Honor | Copa de Honor | Totale   | Totale | Totale      | Totale     |
| Giocatore     | Presenze        | Reti            | Ammonizioni     | Espulsioni      | Presenze         | Reti             | Ammonizioni      | Espulsioni       | Presenze      | Reti          | Ammonizioni   | Espulsioni    | Presenze | Reti   | Ammonizioni | Espulsioni |
| ------------- | --------------- | --------------- | --------------- | --------------- | ---------------- | ---------------- | ---------------- | ---------------- | ------------- | ------------- | ------------- | ------------- | -------- | ------ | ----------- | ---------- |
| J. Anglese    | 12              | 0               | 0               | 0               | 3                | 0                | 0                | 0                | 2             | 0             | 0             | 0             | 17       | 0      | 0           | 0          |
| A. Aquila     | 16              | 0               | 0               | 0               | 3                | 0                | 0                | 0                | 3             | 0             | 0             | 0             | 22       | 0      | 0           | 0          |
| D. Becaas     | 2               | 0               | 0               | 0               | 0                | 0                | 0                | 0                | 0             | 0             | 0             | 0             | 2        | 0      | 0           | 0          |
| A. Bertolini  | 3               | 0               | 0               | 0               | 1                | 0                | 0                | 0                | 2             | 0             | 0             | 0             | 6        | 0      | 0           | 0          |
| E. Bertolini  | 3               | 0               | 0               | 0               | 0                | 0                | 0                | 0                | 0             | 0             | 0             | 0             | 3        | 0      | 0           | 0          |
| P. Bozzo      | 1               | 0               | 0               | 0               | 0                | 0                | 0                | 0                | 0             | 0             | 0             | 0             | 1        | 0      | 0           | 0          |
| E. Brichetto  | 17              | 8               | 0               | 0               | 3                | 0                | 0                | 0                | 2             | 2             | 0             | 0             | 22       | 10     | 0           | 0          |
| M. Brown      | 1               | 0               | 0               | 0               | 0                | 0                | 0                | 0                | 0             | 0             | 0             | 0             | 1        | 0      | 0           | 0          |
| M. Busso      | 0               | 0               | 0               | 0               | 0                | 0                | 0                | 0                | 1             | 0             | 0             | 0             | 1        | 0      | 0           | 0          |
| P. Calomino   | 17              | 9               | 0               | 0               | 3                | 0                | 0                | 0                | 2             | 0             | 0             | 0             | 22       | 9      | 0           | 0          |
| V. Capelletti | 6               | 0               | 0               | 2               | 0                | 0                | 0                | 0                | 1             | 0             | 0             | 0             | 7        | 0      | 0           | 2          |
| R. Corvetto   | 2               | 0               | 0               | 0               | 2                | 1                | 0                | 0                | 1             | 0             | 0             | 0             | 5        | 1      | 0           | 0          |
| A. Elli       | 19              | 0               | 0               | 0               | 2                | 0                | 0                | 0                | 3             | 0             | 0             | 0             | 24       | 0      | 0           | 0          |
| A. Garasini   | 17              | 7               | 0               | 0               | 3                | 1                | 0                | 0                | 3             | 1             | 0             | 0             | 23       | 9      | 0           | 0          |
| A. Lanata     | 6               | 0               | 0               | 0               | 1                | 0                | 0                | 0                | 0             | 0             | 0             | 0             | 7        | 0      | 0           | 0          |
| A. López      | 18              | 1               | 0               | 0               | 2                | 0                | 0                | 0                | 3             | 0             | 0             | 0             | 23       | 1      | 0           | 0          |
| J. Mainardi   | 4               | 0               | 0               | 0               | 1                | 0                | 0                | 0                | 0             | 0             | 0             | 0             | 5        | 0      | 0           | 0          |
| A. Martín     | 20              | 9               | 0               | 0               | 3                | 2                | 0                | 0                | 3             | 1             | 0             | 0             | 26       | 12     | 0           | 0          |
| J. Morello    | 0               | 0               | 0               | 0               | 1                | 0                | 0                | 0                | 0             | 0             | 0             | 0             | 1        | 0      | 0           | 0          |
| S. Peragallo  | 1               | 0               | 0               | 0               | 0                | 0                | 0                | 0                | 0             | 0             | 0             | 0             | 1        | 0      | 0           | 0          |
| M. Pieralini  | 14              | 0               | 0               | 0               | 2                | 0                | 0                | 0                | 2             | 0             | 0             | 0             | 18       | 0      | 0           | 0          |
| L. Ruggiero   | 2               | 0               | 0               | 0               | 0                | 0                | 0                | 0                | 0             | 0             | 0             | 0             | 2        | 0      | 0           | 0          |
| A. Sánchez    | 1               | 0               | 0               | 0               | 1                | 0                | 0                | 0                | 0             | 0             | 0             | 0             | 2        | 0      | 0           | 0          |
| A. Taggino    | 1               | 0               | 0               | 0               | 0                | 0                | 0                | 0                | 0             | 0             | 0             | 0             | 1        | 0      | 0           | 0          |
| A. Tesoriere  | 20              | 0               | 0               | 0               | 3                | 0                | 0                | 0                | 3             | 0             | 0             | 0             | 26       | 0      | 0           | 0          |
| P. Valenzano  | 17              | 4               | 0               | 0               | 2                | 0                | 0                | 0                | 3             | 0             | 0             | 0             | 22       | 4      | 0           | 0          |